# Giocare da uomo
Giocare da uomo è un libro del calciatore Javier Zanetti.
Pubblicato da Mondadori, il libro è un'autobiografia del calciatore, scritta con l'aiuto del giornalista e scrittore Gianni Riotta.